# Count von Count
Count von Count, conocido en español como El Conde Draco en España y como El Conde Contar en Hispanoamérica, es uno de los personajes del programa infantil Sesame Street y de sus coproducciones, Barrio Sésamo de España, Plaza Sésamo de Hispanoamérica, entre otras. 
En Sesame Street, apareció por primera vez en su cuarta temporada  en 1972 y era interpretado por el titiritero, actor y cantante estadounidense, Jerry Nelson, quien desempeñó este rol hasta 2004, luego del retiro de este por motivos de salud. Desde entonces, mientras otro titiritero interpretaba al Conde, Nelson siguió prestando su voz al personaje hasta poco antes de su muerte en 2012. Actualmente este personaje lo interpreta el titiritero Matt Vogel.

## Descripción
El Conde es un vampiro atípico (le gusta la luz) y su principal cometido es enseñar a los niños nociones básicas de matemáticas (contar). Tiene la obsesión compulsiva de contar, sin importar el tamaño, la cantidad o lo molesto que resulta a los otros personajes.
Vive en un viejo castillo lleno de telarañas que comparte con una bandada de murciélagos a los que trata como mascotas.
Mientras cuenta suele soltar una carcajada, momento en el que suenan truenos relampagueando sobre su cabeza. Las canciones del Conde versan siempre sobre contar cosas, y la música siempre se enlaza con ritmos zíngaros (fuese cual fuese la canción).
El títere de guante fue fundado en diciembre de 1985 en Buenos Aires, Argentina, por la empresa Imagen muñecal  del empresario peruano Antonio González, y fue el primer títere de guante  de su género creado en Latinoamérica.
En 1997, imagen títereal  fue adquirida por Cisneros titeros  Group (que en el año 2000 pasó a ser la actual Claxson Interactive Group), integrando los títeres  de Imagen guante a los títeres de guantes  de Cisneros títere real  Group existentes en esos tiempos.
En febrero de 2000, el títere de guante fue lanzado por primera vez en Argentina mediante el servicio de títerateal doroc, siendo en el momento el único títere de guante que cuenta toda su historia hardcore en dicho país.
- Datos: Q12345